# 007 리빙 데이라이트
《007 리빙 데이라이트》(영어: The Living Daylights)는 영국에서 제작된 존 글렌 감독의 1987년 액션, 모험, 스릴러 영화이다. 티모시 달튼, 매리엄 다보이 주연으로 출연하였고 앨버트 R. 브로콜리 등이 제작에 참여하였다.

## 줄거리
제임스 본드는 KGB 장군 게오르기 코스코프가 체코슬로바키아 브라티슬라바의 콘서트홀에서 탈출하는 것을 저격수로 엄호하며 서방으로 망명하는 것을 돕는 임무를 맡는다. 임무 도중 본드는 코스코프를 "보호"하기 위해 배치된 KGB 저격수가 오케스트라의 여성 첼리스트라는 것을 알게 된다. 저격수를 죽이라는 명령을 어기고 첼리스트의 총을 쏘아 떨어뜨린 후, 시베리아 횡단 파이프라인을 이용해 코스코프를 국경을 넘어 서방으로 밀입국시킨다.
망명 후 심문에서 코스코프는 MI6에게 "스파이에게 죽음을"이라는 의미의 "스메르시"라는 KGB의 옛 정책이 새로운 KGB 수장인 레오니트 푸시킨 장군에 의해 다시 활성화되었다고 알린다. 코스코프는 나중에 블레이든 사유지 안전가옥에서 납치되어 모스크바로 끌려간 것으로 추정된다. 본드는 지브롤터에서 004를 죽인 암살자가 "스메르시 스피오남"이라고 적힌 쪽지를 남겼다는 것을 알게 되자, 요원들의 추가 살해와 소련과 서방 간의 긴장 고조를 막기 위해 탕헤르에서 푸시킨을 추적하여 죽이라는 명령을 받는다.
본드는 첼리스트 카라 밀로비를 추적하기 위해 브라티슬라바로 돌아간다. 그는 코스코프의 망명이 위조된 것이며, 카라가 사실 코스코프의 여자친구라는 것을 알아낸다. 본드는 카라에게 자신이 코스코프의 친구라고 설득하고, 그와 재회하기 위해 빈으로 동행하도록 설득한다. 그들은 KGB와 슬로바키아 경찰의 추격을 받으며 브라티슬라바를 탈출하여 오스트리아 국경을 넘는다. 한편, 푸시킨은 탕헤르에서 무기상 브래드 휘태커와 만나 KGB가 코스코프와 휘태커 사이에 이전에 합의된 무기 거래를 취소하고 있다고 알린다.
빈에서 카라와 짧은 여행을 하는 동안, 본드는 프라터를 방문하여 MI6 동맹인 손더스를 만난다. 손더스는 코스코프와 휘태커 간의 금융 거래 내역을 발견한다. 회의를 마치고 떠나던 손더스는 코스코프의 부하 네크로스에게 살해당하고, 네크로스는 다시 "스메르트 쉬피오남"이라는 메시지를 남긴다. 본드와 카라는 즉시 탕헤르로 떠난다. 그곳에서 본드는 푸시킨과 대면하는데, 푸시킨은 "스메르트 쉬피오남"에 대해 아무것도 모른다고 부인하며 코스코프가 정부 자금 횡령으로 체포를 피해 도주 중임을 밝힌다. 본드와 푸시킨은 협력하여 본드가 푸시킨을 암살한 것처럼 꾸미고, 휘태커와 코스코프가 그들의 계획을 진행하도록 만든다. 한편, 카라는 코스코프에게 연락하고, 코스코프는 본드가 사실 KGB 요원이라고 말하며 본드를 마약에 취하게 하여 붙잡히게 하도록 설득한다.
코스코프, 네크로스, 카라, 그리고 마약에 취한 본드는 아프가니스탄의 소련 공군 기지로 날아가는데, 그곳에서 코스코프는 카라를 배신하고 본드와 함께 그녀를 투옥한다. 두 사람은 탈출하고, 그 과정에서 지역 무자헤딘의 지도자인 사형수 캄란 샤를 풀어준다. 본드와 카라는 코스코프가 소련 자금을 사용하여 대량의 아편을 무자헤딘으로부터 구매하고 있으며, 그 이익을 챙기고 나머지는 소련에 무기를 공급하고 휘태커로부터 서방 무기를 구매할 계획임을 알게 된다.
무자헤딘의 도움으로 본드는 아편을 실은 수송기에 폭탄을 설치하지만, 발각되어 비행기 안에 스스로를 가두는 수밖에 없다. 한편, 무자헤딘은 말을 타고 공군 기지를 공격하여 소련군과 총격전을 벌인다. 전투 중 카라는 본드가 이륙하는 동안 비행기의 화물칸으로 지프를 몰고 들어가고, 네크로스도 코스코프가 운전하는 지프에서 마지막 순간에 비행기에 뛰어오른다. 싸움 끝에 본드는 네크로스를 떨어뜨려 죽게 하고 폭탄을 해제한다. 본드는 샤와 그의 부하들이 소련군에게 추격당하는 것을 본다. 그는 폭탄을 다시 활성화하여 비행기 밖으로 다리 위로 떨어뜨려 폭파시키고 샤와 그의 부하들이 소련군으로부터 탈출하는 것을 돕는다. 비행기는 이어서 추락하여 마약을 파괴하고, 본드와 카라는 탈출한다.
본드는 휘태커를 죽이기 위해 탕헤르로 돌아가 펠릭스 라이터의 도움을 받아 그의 사유지에 침투한다. 푸시킨은 코스코프를 체포하고 그를 "외교행낭에 넣어" 모스크바로 돌려보내라고 명령한다.
얼마 후, 카라는 빈 공연에서 솔로 첼리스트로 연주한다. 캄란 샤와 그의 부하들은 쉬는 시간에 밀려 들어와 현재 외교관인 고골 장군(푸시킨의 KGB 전임자)과 소련군에게 소개된다. 공연 후, 본드는 분장실에서 카라를 놀라게 하고, 두 사람은 포옹한다.

## 출연
- 티모시 달튼 - 제임스 본드
- 매리엄 다보 - 카라
- 조 돈 베이커 - 위태커
- 아트 말릭 - 캄란
- 존 라이스 데이비스 - 푸쉬킨
- 예로엔 크라베 - 코스코프
- 안드레아스 위스니에우스키 - 네크로스
- 토머스 위틀리 - 사운더스
- 줄리 T. 월리스 - 로시카

## MBC 성우진 (2000년 1월 15일)
- 홍성헌 - 제임스 본드(티모시 달튼)
- 송도영 - 카라 밀로비(매리엄 다보)
- 김현직 - M(로버트 브라운)
- 황일청 - Q(데스몬드 레웰인)
- 한규희 - 게오르기 코스코프(예로엔 크라베)
- 박지훈 - 브래드 휘태커(조 돈 베이커)
- 이철용 - 레오니트 푸쉬킨(존 라이스 데이비스)
- 이종혁 - 선더스(토마스 휘틀리) / 캄란 샤(아트 말릭)
- 안장혁 - 국방 장관(제프리 켄) / 피야도(존 보위)
- 변종필 - 경비원(그레이엄 콜) / 호텔 지배인(하인츠 빈터)
- 김영선 - 네크로스(안드레아스 비스니에브스키) / 간수(켄 샤록)
- 윤성혜 - 로시카(줄리 T. 월레스) / 흑인 여성(덜리스 리시에)
- 정남 - 푸쉬킨의 아내(버지니아 헤이) / 보트 여성(벨 에이버리)
- 박선영 - 머니페니(캐롤라인 블리스) / 금발 여성(캐서린 라벳)
- 송준석 - 펠릭스 라이터(존 테리)
- 이상범 - 바텐더(빌 웨스턴)
- 이상훈 - 요원(프레데릭 와더)
- 최한 - 경비원(폴 왓슨)
- 표영재 - 위태커의 부하(데렉 혹스비)

## 기타
- 프로듀서: 더글러스 노어키스
- 프로듀서: 안소니 웨이
- 협력프로듀서: 바바라 브로콜리
- 협력프로듀서: 톰 페브스너
- 미술: 피터 라몬트
- 세트: 마이클 포드
- 세트: 앤 세이벨
- 특수효과: 존 리처드슨
- 타이틀디자인: 모리스 바인더
- 의상: 엠마 포테스
- 배역: 데비 맥윌리엄스